# Чемпионат СССР по водному поло 1978
XXXVIII чемпионат СССР по водному поло (XXXIV чемпионат для клубных команд) проходил с 11 марта по 6 октября 1978 года. Победителем турнира стала команда ЦСК ВМФ.

## Общая информация
В чемпионате участвовали 12 команд высшей лиги класса «А», турнир проводился в два круга.
За два тура до конца соревнования команда ЦСК ВМФ стала недосягаемой для соперников, выиграв четвёртый титул подряд. Седьмой сезон подряд чемпионом СССР стал капитан моряков Александр Кабанов (первые три титула он выиграл с командой МГУ), в десятый раз золото всесоюзного первенства завоевал Александр Долгушин. Дебютировал в составе чемпионов нападающий Сергей Рудаков, прежде выступавший за ташкентский «Мехнат».
Московское «Динамо» после неудачного прошлого сезона финишировало на втором месте. Бронзовые медали в последнем туре разыграли между собой алма-атинское «Динамо» и МГУ. В домашнем бассейне казахские ватерполисты одержали победу со счётом 5:4, забив решающий гол за 10 секунд до финального свистка, и впервые попали в призёры чемпионата СССР.
Победителями турнира в первой группе класса «А» стали команда Московского энергетического института (МЭИ) и ленинградская «Балтика». В следующем сезоне они пополнили состав высшей лиги, которая была расширена до 14 команд.

## Турнирная таблица
|                           | 1       | 2        | 3        | 4        | 5        | 6        | 7        | 8        | 9        | 10       | 11       | 12       | И  | В  | Н  | П  | М       | О  |
| ------------------------- | ------- | -------- | -------- | -------- | -------- | -------- | -------- | -------- | -------- | -------- | -------- | -------- | -- | -- | -- | -- | ------- | -- |
| 1. ЦСК ВМФ (Москва)       |         | 3:4 6:5  | 6:6 6:2  | 5:4      | 4:3 6:6  | 4:4 5:5  | 4:1 5:5  | 4:3 7:3  | 7:3 6:6  | 6:2 8:8  | 6:3 9:3  | 8:3 8:2  | 22 | 14 | 7  | 1  | 128:85  | 35 |
| 2. «Динамо» (Москва)      | 4:3 5:6 |          | 5:4 3:3  | 5:5 7:8  | 4:4 6:6  | 7:5 4:5  | 5:4 5:5  | 4:3 6:3  | 4:4 7:7  | 8:5 6:5  | 7:5 5:4  | 7:4 10:8 | 22 | 12 | 7  | 3  | 124:106 | 31 |
| 3. «Динамо» (Алма-Ата)    | 6:6 2:6 | 4:5 3:3  |          | 5:5 5:4  | 9:8 3:4  | 6:6 4:4  | 3:3 5:5  | 6:3 4:3  | 8:7 10:3 | 6:4 4:3  | 6:6 4:3  | 5:4 4:2  | 22 | 11 | 8  | 3  | 112:97  | 30 |
| 4. МГУ (Москва)           | 4:5     | 5:5 8:7  | 5:5 4:5  |          | 6:5 8:7  | 4:4 5:6  | 13:1 7:2 | 4:4 3:3  | 7:6 6:6  | 5:5 7:5  | 5:3 5:4  | 6:5 6:6  | 22 | 10 | 8  | 4  | 127:104 | 28 |
| 5. ККФ (Баку)             | 3:4 6:6 | 4:4 6:6  | 8:9 4:3  | 5:6 7:8  |          | 5:5 7:5  | 5:3 8:7  | 4:4      | 6:7 7:6  | 7:7 5:6  | 4:5 12:8 | 8:6 6:5  | 22 | 8  | 7  | 7  | 131:124 | 23 |
| 6. «Динамо» (Киев)        | 4:4 5:5 | 5:7 5:4  | 6:6 4:4  | 4:4 6:5  | 5:5 5:7  |          | 9:6 6:6  | 2:4 3:6  | 5:6 10:9 | 4:5 7:8  | 6:6 7:6  | 5:3 9:4  | 22 | 7  | 8  | 7  | 122:120 | 22 |
| 7. «Динамо» (Львов)       | 1:4 5:5 | 4:5 5:5  | 3:3 5:5  | 1:13 2:7 | 3:5 7:8  | 6:9 6:6  |          | 3:3 6:6  | 6:5 4:3  | 4:4 6:6  | 6:5 6:4  | 6:5 6:6  | 22 | 5  | 10 | 7  | 101:122 | 20 |
| 8. «Москвич» (Москва)     | 3:4 3:7 | 3:4 3:6  | 3:6 3:4  | 4:4 3:3  | 4:4      | 4:2 6:3  | 3:3 6:6  |          | 4:4 3:5  | 2:3 10:7 | 4:4 5:5  | 10:6 8:3 | 22 | 5  | 9  | 8  | 98:97   | 19 |
| 9. «Динамо» (Тбилиси)     | 3:7 6:6 | 4:4 7:7  | 7:8 3:10 | 6:7 6:6  | 7:6 6:7  | 6:5 9:10 | 5:6 3:4  | 4:4 5:3  |          | 7:7 7:5  | 4:5 3:4  | 6:5 7:6  | 22 | 6  | 6  | 10 | 121:132 | 18 |
| 10. «Мехнат» (Ташкент)    | 2:6 8:8 | 5:8 5:6  | 4:6 3:4  | 5:5 5:7  | 7:7 6:5  | 5:4 8:7  | 4:4 6:6  | 3:2 7:10 | 7:7 5:7  |          | 6:3 7:10 | 6:6 3:5  | 22 | 5  | 7  | 10 | 117:133 | 17 |
| 11. «Локомотив» (Харьков) | 3:6 3:9 | 5:7 4:5  | 6:6 3:4  | 3:5 4:5  | 5:4 8:12 | 6:6 6:7  | 5:6 4:6  | 4:4 5:5  | 5:4 4:3  | 3:6 10:7 |          | 9:7 7:8  | 22 | 5  | 4  | 13 | 112:132 | 14 |
| 12. СКИФ (Минск)          | 3:8 2:8 | 4:7 8:10 | 4:5 2:4  | 5:6 6:6  | 6:8 5:6  | 3:5 4:9  | 5:6 6:6  | 6:10 3:8 | 5:6 6:7  | 6:6 5:3  | 7:9 8:7  |          | 22 | 2  | 3  | 17 | 109:150 | 7  |

## Матчи
Ташкент, водноспортивный комбинат

1-й тур. 11 марта
- «Динамо» Лв — «Динамо» Тб — 6:5
- ККФ — «Москвич» — 4:4
- «Мехнат» — МГУ — 5:5

2-й тур. 12 марта
- «Динамо» Тб — ККФ — 7:6
- «Москвич» — МГУ — 4:4
- «Мехнат» — «Динамо» Лв — 4:4

3-й тур. 13 марта
- «Москвич» — «Динамо» Тб — 4:4
- МГУ — «Динамо» Лв — 13:1
- «Мехнат» — ККФ — 7:7

4-й тур. 14 марта
- ККФ — «Динамо» Лв — 5:3
- МГУ — «Динамо» Тб — 7:6
- «Мехнат» — «Москвич» — 3:2

5-й тур. 15 марта
- МГУ — ККФ — 6:5
- «Москвич» — «Динамо» Лв — 3:3
- «Динамо» Тб — «Мехнат» — 7:7

Харьков, бассейн «Локомотив»

1-й тур. 11 марта
- ЦСК ВМФ — СКИФ — 8:3
- «Динамо» М — «Динамо» К — 7:5
- «Локомотив» — «Динамо» А-А — 6:6

2-й тур. 12 марта
- «Динамо» К — ЦСК ВМФ — 4:4
- «Динамо» М — «Динамо» А-А — 5:4
- «Локомотив» — СКИФ — 9:7

3-й тур. 13 марта
- «Динамо» А-А — «Динамо» К — 6:6
- «Динамо» М — СКИФ — 7:4
- ЦСК ВМФ — «Локомотив» — 6:3

4-й тур. 14 марта
- «Динамо» К — СКИФ — 5:3
- ЦСК ВМФ — «Динамо» А-А — 6:6
- «Динамо» М — «Локомотив» — 7:5

5-й тур. 15 марта
- «Динамо» М — ЦСК ВМФ — 4:3
- «Динамо» А-А — СКИФ — 5:4
- «Динамо» К — «Локомотив» — 6:6

Минск, Дворец водного спорта

6-й тур. 1 апреля
- «Динамо» Лв — «Локомотив» — 6:5
- «Динамо» М — ККФ — 4:4
- «Москвич» — «Динамо» К — 4:2
- «Динамо» А-А — «Динамо» Тб — 8:7
- ЦСК ВМФ — МГУ — 5:4
- СКИФ — «Мехнат» — 6:6

7-й тур. 2 апреля
- «Динамо» М — «Динамо» Лв — 5:4
- ККФ — «Динамо» К — 5:5
- «Динамо» А-А — «Москвич» — 6:3
- ЦСК ВМФ — «Динамо» Тб — 7:3
- «Мехнат» — «Локомотив» — 6:3
- МГУ — СКИФ — 6:5

8-й тур. 3 апреля
- «Динамо» А-А — ККФ — 9:8
- ЦСК ВМФ — «Москвич» — 4:3
- МГУ — «Локомотив» — 5:3
- «Динамо» М — «Мехнат» — 8:5
- «Динамо» К — «Динамо» Лв — 9:6
- «Динамо» Тб — СКИФ — 6:5

9-й тур. 5 апреля
- «Мехнат» — «Динамо» К — 5:4
- МГУ — «Динамо» М — 5:5
- «Динамо» Лв — «Динамо» А-А — 3:3
- «Локомотив» — «Динамо» Тб — 5:4
- «Москвич» — СКИФ — 10:6
- ЦСК ВМФ — ККФ — 4:3[4]

10-й тур. 6 апреля
- «Динамо» М — «Динамо» Тб — 4:4
- «Локомотив» — «Москвич» — 4:4
- «Динамо» К — МГУ — 4:4
- ЦСК ВМФ — «Динамо» Лв — 4:1
- «Динамо» А-А — «Мехнат» — 6:4
- ККФ — СКИФ — 8:6

11-й тур. 7 апреля
- ЦСК ВМФ — «Мехнат» — 6:2
- «Динамо» М — «Москвич» — 4:3
- «Динамо» Тб — «Динамо» К — 6:5
- «Локомотив» — ККФ — 5:4
- МГУ — «Динамо» А-А — 5:5
- «Динамо» Лв — СКИФ — 6:5

Баку, бассейн СКА

12-й тур. 22 апреля
- МГУ — «Мехнат» — 7:5
- «Динамо» Лв — «Динамо» Тб — 4:3
- ККФ — «Москвич» — 4:4

13-й тур. 23 апреля
- «Москвич» — МГУ — 3:3
- «Мехнат» — «Динамо» Лв — 6:6
- ККФ — «Динамо» Тб — 7:6

14-й тур. 24 апреля
- «Динамо» Тб — «Москвич» — 5:3
- МГУ — «Динамо» Лв — 7:2
- «Мехнат» — ККФ — 6:5

15-й тур. 25 апреля
- МГУ — «Динамо» Тб — 6:6
- «Москвич» — «Мехнат» — 10:7
- ККФ — «Динамо» Лв — 8:7

16-й тур. 26 апреля
- «Москвич» — «Динамо» Лв — 6:6
- «Динамо» Тб — «Мехнат» — 7:5
- МГУ — ККФ — 8:7

Киев, Дворец водного спорта

12-й тур. 22 апреля
- ЦСК ВМФ — СКИФ — 8:2
- «Динамо» А-А — «Локомотив» — 4:3
- «Динамо» К — «Динамо» М — 5:4

13-й тур. 23 апреля
- «Динамо» А-А — «Динамо» М — 3:3
- СКИФ — «Локомотив» — 8:7
- «Динамо» К — ЦСК ВМФ — 5:5

14-й тур. 24 апреля
- «Динамо» М — СКИФ — 10:8
- ЦСК ВМФ — «Локомотив» — 9:3
- «Динамо» К — «Динамо» А-А — 4:4

15-й тур. 25 апреля
- «Динамо» М — «Локомотив» — 5:4
- ЦСК ВМФ — «Динамо» А-А — 6:2
- «Динамо» К — СКИФ — 9:4

16-й тур. 26 апреля
- ЦСК ВМФ — «Динамо» М — 6:5
- «Динамо» А-А — СКИФ — 4:2
- «Динамо» К — «Локомотив» — 7:6

Алма-Ата, бассейн Центрального стадиона

17-й тур. 30 сентября
- СКИФ — «Мехнат» — 5:3
- «Динамо» Лв — «Локомотив» — 6:4
- «Москвич» — «Динамо» К — 6:3
- ККФ — «Динамо» М — 6:6
- ЦСК ВМФ — МГУ — 5:4
- «Динамо» А-А — «Динамо» Тб — 10:3

18-й тур. 1 октября
- «Динамо» М — «Динамо» Лв — 5:5
- ККФ — «Динамо» К — 7:5
- ЦСК ВМФ — «Динамо» Тб — 6:6
- МГУ — СКИФ — 6:6
- «Динамо» А-А — «Москвич» — 4:3
- «Локомотив» — «Мехнат» — 10:7

19-й тур. 2 октября
- ЦСК ВМФ — «Москвич» — 7:3
- «Динамо» Тб — СКИФ — 7:6
- МГУ — «Локомотив» — 5:4
- «Динамо» М — «Мехнат» — 6:5
- ККФ — «Динамо» А-А — 4:3
- «Динамо» К — «Динамо» Лв — 6:6

20-й тур. 4 октября
- «Мехнат» — «Динамо» К — 8:7
- «Москвич» — СКИФ — 8:3
- МГУ — «Динамо» М — 8:7
- ЦСК ВМФ — ККФ — 6:6
- «Динамо» А-А — «Динамо» Лв — 5:5
- «Локомотив» — «Динамо» Тб — 4:3

21-й тур. 5 октября
- «Динамо» Тб — «Динамо» М — 7:7
- «Москвич» — «Локомотив» — 5:5
- «Динамо» К — МГУ — 6:5
- «Динамо» Лв — ЦСК ВМФ — 5:5
- «Динамо» А-А — «Мехнат» — 4:3
- ККФ — СКИФ — 6:5

22-й тур. 6 октября
- ЦСК ВМФ — «Мехнат» — 8:8
- «Динамо» М — «Москвич» — 6:3
- «Динамо» К — «Динамо» Тб — 10:9
- СКИФ — «Динамо» Лв — 6:6
- «Динамо» А-А — МГУ — 5:4
- ККФ — «Локомотив» — 12:8

## Призёры
ЦСК ВМФ: Владимир Акимов, Алексей Гаргонов, Александр Долгушин, Владимир (Вадим) Жмудский, Александр Кабанов, Анатолий Клебанов, Михаил Новиков, Андрей Павлов, Виталий Романчук, Сергей Рудаков, Вячеслав Собченко, Владимир Федотов, Андрей Фролов. Тренер — Александр Шидловский.
 «Динамо» (Москва): С. Алексахин, Сергей Бекренев, Леван Бурчуладзе, Евгений Гришин, Михаил Иванов, Александр Муравьёв, Георгий Мшвениерадзе, Александр Родионов, Владимир Сидореев, В. Соколов, Давид Сулакадзе, В. Татаринов, Владимир Ячменёв. Тренер — Юрий Шляпин.
 «Динамо» (Алма-Ата): Ерлан Аяпбергенов, Николай Баранов, Игорь Баюнов, А. Глебов, Сергей Горшков, Сергей Королёв, Сергей Котенко, Николай Лошкин, В. Пахомов, А. Пятайкин, Минтай Рахимов, Дмитрий Шайхутдонов, Юрий Яковенко. Тренер — Валерий Панченко.